# Lotte Köhler (Germanistin)
Lotte Köhler (* 15. Dezember 1919 in Rostock; † 24. März 2011 in New York), geb. Grimm, später verh. Schrimpf, war eine deutsch-amerikanische Germanistin, die vor allem bekannt wurde als Freundin und Mitarbeiterin von Hannah Arendt. In der Nachfolge von Mary McCarthy war sie bis zum Jahr 2000 Arendts Nachlassverwalterin und Herausgeberin zweier Briefwechsel Arendts. Köhler, deren Name in den USA oft als Kohler wiedergegeben wurde, war vor ihrer Pensionierung Professorin für Germanistik am City College of New York.

## Leben
Lotte Köhlers Geburtsname lautet Grimm. Über ihre Herkunft und Jugend oder über ihre Familie gibt es jedoch nur wenige Informationen. Die Dramaturgin und Regisseurin Annika Haller, die Köhler noch zu Lebzeiten kennengelernt hatte, erwähnt in ihrem Aufsatz über Köhler, diese sei „auch mal zu Hause auf einem Gut in Mecklenburg“ gewesen. In einer Todesanzeige in der New York Times findet sich der Hinweis auf zwei Schwestern (Johanna Burgdahl und Rosemarie Grimm, † 2010) und zwei vor ihr verstorbene Ehemänner: Wilhelm Kohler († 1943) und Hans Joachim Schrimpf. Haller schreibt, Wilhelm Köhler sei im Zweiten Weltkrieg gefallen, und die zweite Ehe sei „erst spät in den 80ger Jahren“ geschlossen worden.
Köhlers Ehemann, Hans Joachim Schrimpf (* 28. März 1927 in Mülheim an der Ruhr; † 14. April 2003 in New York) hat zwischen 1946 und 1951 Germanistik und Anglistik an den Universitäten Münster, Bonn, Köln und Sheffield (England) studiert. Er wurde am 8. Dezember 1951 – wie drei Jahre zuvor schon seine spätere Frau – bei Benno von Wiese an der Westfälischen Wilhelms-Universität Münster promoviert. Als von Wieses Assistent habilitierte er sich 1962 in Bonn und kehrte im gleichen Jahr als außerordentlichen Professor nach Münster zurück. Im Januar 1964 wechselte Schrimpf an die neugegründete Ruhr-Universität Bochum, wo er Gründungsprofessor des Germanistischen Instituts wurde. In Bochum blieb Schrimpf bis zu seiner Emeritierung.
Lotte Köhler wurde, wie zuvor schon erwähnt, 1948 bei Benno von Wiese Münster promoviert. Ihre 1955 erfolgte Übersiedelung nach New York wird von Thomas Wild als Emigration bezeichnet, von Haller als Weg ins Exil: „Lotte war keine Jüdin, musste nicht aus Nazi-Deutschland fliehen und floh doch Mitte der fünfziger Jahre aus dem westlichen Nachkriegsdeutschland ins New Yorker Exil, in die Welt.“ Es gibt allerdings auch einen Hinweise auf einen noch davor liegenden Auslandsaufenthalt in London, wo Köhler 1950/51 Lehrbeauftragte am Royal Holloway College gewesen sein soll.
Am Anfang von Köhlers Berufsleben stand von 1956 bis 1960 eine Tätigkeit als Französisch- und Deutschlehrerin an der Fort Lee High School in Fort Lee. Über Benno von Wiese sei jedoch schon früh der Kontakt zu Hannah Arendt und deren Freundeskreis hergestellt worden. Wild schreibt dazu:

„Bald schon gehörte sie, wie die Verlegerin Helen Wolff oder die Journalistin Charlotte Beradt, zur Freundesfamilie um Arendt-Blücher. Mit dem Schriftsteller Uwe Johnson, der auf gewisse Weise ebenfalls zu diesem Kreis zählte, schrieb Lotte Köhler sich so hinreißende Briefe, dass dieser befreundeten Kollegen wie Max Frisch oder Walter Kempowski empfahl, beim Besuch in New York keinesfalls ein Treffen mit ‚Professor Lottchen‘ zu versäumen.“

„Professor Lottchen“ spielt auf Lotte Köhlers 1960 begonnene akademische Karriere an: Von diesem Jahr an bis Anfang 1971 war sie Professorin für Germanistik am City College von New York. Haller erwähnt zudem die Freundschaften Köhlers zu der Tänzerin Lotte Goslar und der Musikwissenschaftlerin und Musikagentin Thea Dispeker (1902–2000).

## Leistung
Lotte Köhler verkehrte nicht nur im Freundeskreis von Hannah Arendt und Heinrich Blücher, sondern war wohl auch Arendts engste Mitarbeiterin.

„Ihr ist es zu verdanken, dass Hannah Arendt in Deutschland so gegenwärtig ist wie vielleicht nie zuvor. Jahrzehntelang, bis vor wenigen Jahren, betreute Lotte Köhler den Nachlass der 1975 verstorbenen Totalitarismus-Theoretikerin und Autorin der „Banalität des Bösen“. Köhler ermöglichte Bücher, die unseren Blick auf Hannah Arendt nachhaltig veränderten. Arendts Briefe mit zwei ihrer wichtigsten Partner im Denken, ihrem Ehemann Heinrich Blücher und ihrem philosophischen Lehrer Karl Jaspers, legte Köhler in vorzüglich kommentierten Ausgaben vor. Bahnbrechende Editionen wie Arendts zweibändiges ‚Denktagebuch‘ oder die Korrespondenz mit Martin Heidegger begleitete sie kenntnisreich im Hintergrund. Den zahllosen Anfragen von Forschern und Publizisten begegnete Köhler mit unermüdlicher Offenheit. Eine Lebensleistung, die nicht das Titelblatt für sich beansprucht, sondern in einer Fülle von Vorworten und Danksagungen wiederzufinden ist.“

Diese Rolle als Arendt-Vertraute wird auch deutlich in Margarethe von Trottas Spielfilm Hannah Arendt – Ihr Denken veränderte die Welt, in dem Lotte Köhler von Julia Jentsch verkörpert wurde.

## Werke
- Der Dualismus in Wesen und Werk der Annette von Droste-Hülshoff, Dissertation an der Philosophischen und Naturwissenschaftliche Fakultät der Westfälischen Wilhelms-Universität Münster, vorgelegt am 18. Mai 1948.
- Lotte Köhler und Hans Saner (Hrsg.): Hannah Arendt und Karl Jaspers: Briefwechsel 1926–1969. Piper Verlag, München/Zürich 1993 (zuerst Harcourt Brace Jovanovich, New York/San Diego/London 1992), ISBN 3-492-21757-5.
- Lotte Köhler (Hrsg.): Hannah Arendt und Heinrich Blücher: Briefe 1936–1968. 66. Auflage, Piper Verlag, München/Zürich 2013, ISBN 3-492-30445-1. Amerikanischer Originaltitel: Within Four Walls. The Correspondence between Hannah Arendt and Heinrich Blücher, 1937–1968. Harcourt, New York/San Diego/London 2000, ISBN 0-15-100303-3.